# Henrichemont
Henrichemont je naselje in občina v osrednjem francoskem departmaju Cher regije Center. Leta 1999 je naselje imelo 1.829 prebivalcev.

## Geografija
Kraj leži v pokrajini Berry 26 km severovzhodno od Bourgesa.

## Uprava
Henrichemont je sedež istoimenskega kantona, v katerega so poleg njegove vključene še občine Achères, La Chapelotte, Humbligny, Montigny, Neuilly-en-Sancerre in Neuvy-Deux-Clochers s 3.411 prebivalci.
Kanton Henrichemont je sestavni del okrožja Bourges.

## Zgodovina
Kraj je ustanovil in imenoval v čast francoskemu kralju Henriku IV. Maximilien de Béthune leta 1609 in sicer, da bi postal središče kneževine Boisbelle in zatočišče za protestante tega ozemlja (sedanji kanton Henrichemont).  

## Zanimivosti
- cerkev sv. Lovrenca iz 19. stoletja,
- muzeja lončarstva v zaselku La Borne.